# Olympische Sommerspiele 1912/Teilnehmer (Böhmen)
| Gelbes Symbol für Goldmedaillen mit stilisierten Olympischen Ringen | Graues Symbol für Silbermedaillen mit stilisierten Olympischen Ringen | Braundes Symbol für Bronzemedaillen mit stilisierten Olympischen Ringen |
| ------------------------------------------------------------------- | --------------------------------------------------------------------- | ----------------------------------------------------------------------- |
| —                                                                   | —                                                                     | —                                                                       |

Böhmen nahm an den Olympischen Sommerspielen 1912 in Stockholm, Schweden, mit einer Delegation von 39 Sportlern teil. Dabei konnten die Athleten keine Medaillen gewinnen.
Österreich protestierte gegen die gleichberechtigte Teilnahme einer böhmischen Mannschaft, ebenso Russland gegen Finnland. Als Kompromiss wurden neben der österreichischen bzw. russischen Flagge eine kleinere böhmische bzw. finnische Fahne gezeigt.

## Teilnehmer nach Sportarten

### Fechten
| Athlet | Disziplin          | Erste Runde       | Erste Runde       | Viertelfinale  | Viertelfinale  | Halbfinale     | Halbfinale     | Finale         | Finale         |
| Athlet | Disziplin          | Ergebnis          | Platz             | Ergebnis       | Platz          | Ergebnis       | Platz          | Ergebnis       | Platz          |
| --- | ------------------ | ----------------- | ----------------- | -------------- | -------------- | -------------- | -------------- | -------------- | -------------- |
| Zdeněk Bárta | Degen – Einzel     | 1 Verloren        | Zweiter           | 4 Verloren     | Fünfter        | nicht erreicht | nicht erreicht | nicht erreicht | nicht erreicht |
| Zdeněk Bárta | Säbel – Einzel     | 1 Gewonnen        | Vierter           | nicht erreicht | nicht erreicht | nicht erreicht | nicht erreicht | nicht erreicht | nicht erreicht |
| Karel Goppold von Lobsdorf | Degen – Einzel     | 2 Verloren        | Dritter           | 4 Verloren     | Fünfter        | nicht erreicht | nicht erreicht | nicht erreicht | nicht erreicht |
| Vilém Goppold von Lobsdorf junior | Florett – Einzel   | 2 Verloren        | Dritter           | 3 Verloren     | Vierter        | nicht erreicht | nicht erreicht | nicht erreicht | nicht erreicht |
| Vilém Goppold von Lobsdorf junior | Degen – Einzel     | 1 Verloren        | Erster            | 1 Verloren     | Erster         | 4 Verloren     | Sechster       | nicht erreicht | nicht erreicht |
| Josef Javůrek | Florett – Einzel   | 3 Verloren        | Vierter           | nicht erreicht | nicht erreicht | nicht erreicht | nicht erreicht | nicht erreicht | nicht erreicht |
| Josef Javůrek | Degen – Einzel     | 4 Verloren        | Fünfter           | nicht erreicht | nicht erreicht | nicht erreicht | nicht erreicht | nicht erreicht | nicht erreicht |
| Josef Javůrek | Säbel – Einzel     | 3 Gewonnen        | Zweiter           | DNS            | DNS            | nicht erreicht | nicht erreicht | nicht erreicht | nicht erreicht |
| Miloš Klika | Florett – Einzel   | 3 Verloren        | Vierter           | nicht erreicht | nicht erreicht | nicht erreicht | nicht erreicht | nicht erreicht | nicht erreicht |
| Miloš Klika | Degen – Einzel     | 3 Verloren        | Dritter           | 2 Verloren     | Dritter        | 5 Verloren     | Sechster       | nicht erreicht | nicht erreicht |
| František Kříž | Florett – Einzel   | 5 Verloren        | Sechster          | nicht erreicht | nicht erreicht | nicht erreicht | nicht erreicht | nicht erreicht | nicht erreicht |
| František Kříž | Degen – Einzel     | 2 Verloren        | Zweiter           | 1 Verloren     | Erster         | 5 Verloren     | Sechster       | nicht erreicht | nicht erreicht |
| Josef Pfeiffer | Florett – Einzel   | 2 Verloren        | Dritter           | 5 Verloren     | Sechster       | nicht erreicht | nicht erreicht | nicht erreicht | nicht erreicht |
| Josef Pfeiffer | Degen – Einzel     | 4 Verloren        | Fünfter           | nicht erreicht | nicht erreicht | nicht erreicht | nicht erreicht | nicht erreicht | nicht erreicht |
| Vilém Tvrzský | Florett – Einzel   | 1 Verloren        | Zweiter           | 1 Verloren     | Zweiter        | 4 Verloren     | Sechster       | nicht erreicht | nicht erreicht |
| Vilém Tvrzský | Degen – Einzel     | DSQ               | DSQ               | nicht erreicht | nicht erreicht | nicht erreicht | nicht erreicht | nicht erreicht | nicht erreicht |
| Zdeněk Vávra | Florett – Einzel   | 5 Verloren        | Sechster          | nicht erreicht | nicht erreicht | nicht erreicht | nicht erreicht | nicht erreicht | nicht erreicht |
| Zdeněk Vávra | Degen – Einzel     | 1 Verloren        | Erster            | 1 Verloren     | Erster         | 4 Verloren     | Fünfter        | nicht erreicht | nicht erreicht |
| Zdenek Bárta Josef Čipera Vilém Goppold von Lobsdorf Josef Javůrek František Kříž Josef Pfeiffer Bedřich Schejbal Otakar Švorčík                   | Säbel – Mannschaft | nicht ausgetragen | nicht ausgetragen | Freilos        | Freilos        | 3–0            | Erster         | 0–3            | Vierter        |
| Vilém Goppold von Lobsdorf Vilém Goppold von Lobsdorf junior Josef Javůrek Miroslav Klika František Kříž Josef Pfeiffer Vilém Tvrzský Zdenek Vávra | Degen – Mannschaft | nicht ausgetragen | nicht ausgetragen | 1–0            | Erster         | 0–3            | Vierter        | nicht erreicht | nicht erreicht |

### Leichtathletik
| Athlet                  | Disziplin      | Vorlauf           | Vorlauf           | Halbfinale        | Halbfinale        | Finale         | Finale         |
| Athlet                  | Disziplin      | Ergebnis          | Platz             | Ergebnis          | Platz             | Ergebnis       | Platz          |
| ----------------------- | -------------- | ----------------- | ----------------- | ----------------- | ----------------- | -------------- | -------------- |
| Bohumil Honzátko        | Marathon       | nicht ausgetragen | nicht ausgetragen | nicht ausgetragen | nicht ausgetragen | DNF            | DNF            |
| František Janda-Suk     | Kugelstoßen    | nicht ausgetragen | nicht ausgetragen | 11,15 m           | 15.               | nicht erreicht | nicht erreicht |
| František Janda-Suk     | Diskuswurf     | nicht ausgetragen | nicht ausgetragen | 38,31 m           | 17.               | nicht erreicht | nicht erreicht |
| Ladislav Jiránek-Strana | 100 m          | k. A.             | Fünfter           | nicht erreicht    | nicht erreicht    | nicht erreicht | nicht erreicht |
| Jindřich Jirsák         | Stabhochsprung | nicht ausgetragen | nicht ausgetragen | 3,00 m            | 23.               | nicht erreicht | nicht erreicht |
| Václav Labík-Gregan     | 100 m          | k. A.             | Fünfter           | nicht erreicht    | nicht erreicht    | nicht erreicht | nicht erreicht |
| Václav Labík-Gregan     | 200 m          | k. A.             | Vierter           | nicht erreicht    | nicht erreicht    | nicht erreicht | nicht erreicht |
| Václav Labík-Gregan     | 400 m          | k. A.             | Vierter           | nicht erreicht    | nicht erreicht    | nicht erreicht | nicht erreicht |
| Zdeněk Městecký         | 800 m          | DNF               | DNF               | nicht erreicht    | nicht erreicht    | nicht erreicht | nicht erreicht |
| Vladimír Penc           | 10.000 m       | nicht ausgetragen | nicht ausgetragen | DNF               | DNF               | nicht erreicht | nicht erreicht |
| Vladimír Penc           | Marathon       | nicht erreicht    | nicht erreicht    | nicht erreicht    | nicht erreicht    | DNF            | DNF            |
| Rudolf Richter          | 10.000 m Gehen | nicht ausgetragen | nicht ausgetragen | DNF               | DNF               | nicht erreicht | nicht erreicht |
| František Slavík        | Marathon       | nicht ausgetragen | nicht ausgetragen | nicht ausgetragen | nicht ausgetragen | DNF            | DNF            |
| Miroslav Šustera        | Diskuswurf     | nicht ausgetragen | nicht ausgetragen | 31,83 m           | 38.               | nicht erreicht | nicht erreicht |
| Bedřich Vygoda          | 100 m          | 11,6 s            | Zweiter           | k. A.             | Dritter           | nicht erreicht | nicht erreicht |

### Radsport
| Athlet                                                       | Disziplin                      | Finale       | Finale |
| Athlet                                                       | Disziplin                      | Zeit         | Platz  |
| ------------------------------------------------------------ | ------------------------------ | ------------ | ------ |
| Bohumil Kubrycht                                             | Einzelzeitfahren (320 km)      | 14:11:21,0 h | 88.    |
| František Kundert                                            | Einzelzeitfahren (320 km)      | DNF          | DNF    |
| Bohumil Rameš                                                | Einzelzeitfahren (320 km)      | 12:20:12,2 h | 63.    |
| Václav Tintěra                                               | Einzelzeitfahren (320 km)      | 14:10:34,6 h | 87.    |
| Jan Vokoun                                                   | Einzelzeitfahren (320 km)      | DNF          | DNF    |
| Bohumil Kubrycht Bohumil Rameš Václav Tintěra Kundert/Vokoun | Mannschaftszeitfahren (320 km) | DNF          | DNF    |

### Ringen
| Athlet            | Disziplin                       | Erste Runde        | Zweite Runde      | Dritte Runde        | Vierte Runde      | Fünfte Runde    | Sechste Runde       | Siebte Runde    | Finale                  | Finale                  | Finale                  | Finale   |
| Athlet            | Disziplin                       | Gegner Ergebnis    | Gegner Ergebnis   | Gegner Ergebnis     | Gegner Ergebnis   | Gegner Ergebnis | Gegner Ergebnis     | Gegner Ergebnis | Match A Gegner Ergebnis | Match B Gegner Ergebnis | Match C Gegner Ergebnis | Platz    |
| ----------------- | ------------------------------- | ------------------ | ----------------- | ------------------- | ----------------- | --------------- | ------------------- | --------------- | ----------------------- | ----------------------- | ----------------------- | -------- |
| Jan Balej         | Leichtgewicht (bis 67,5 kg)     | Ruff Gewonnen      | Lupton Gewonnen   | Frydenlund Gewonnen | Svensson Gewonnen | Väre Verloren   | Mathiasson Verloren | nicht erreicht  | nicht erreicht          | nicht erreicht          | nicht erreicht          | Sechster |
| Josef Beránek     | Federgewicht (bis 60 kg)        | Arneson Verloren   | Karlsson Gewonnen | Pawłowicz Gewonnen  | Leivonen Verloren | nicht erreicht  | nicht erreicht      | nicht erreicht  | nicht erreicht          | nicht erreicht          | nicht erreicht          | Zwölfter |
| Karel Halík       | Leichtgewicht (bis 67,5 kg)     | Flygare Verloren   | Kippasto Gewonnen | Laitinen Verloren   | nicht erreicht    | nicht erreicht  | nicht erreicht      | nicht erreicht  | nicht erreicht          | nicht erreicht          | nicht erreicht          | 23       |
| František Kopřiva | Halbschwergewicht (bis 82,5 kg) | Andersson Verloren | Nilsson Verloren  | nicht erreicht      | nicht erreicht    | nicht erreicht  | nicht erreicht      | nicht erreicht  | nicht erreicht          | nicht erreicht          | nicht erreicht          | 20       |

### Rudern
| Athlet     | Disziplin | Vorlauf | Vorlauf | Viertelfinale  | Viertelfinale  | Halbfinale     | Halbfinale     | Finale         | Finale         |
| Athlet     | Disziplin | Zeit    | Platz   | Zeit           | Platz          | Zeit           | Platz          | Zeit           | Platz          |
| ---------- | --------- | ------- | ------- | -------------- | -------------- | -------------- | -------------- | -------------- | -------------- |
| Jan Šourek | Einer     | DNF     | DNF     | nicht erreicht | nicht erreicht | nicht erreicht | nicht erreicht | nicht erreicht | nicht erreicht |

### Tennis
| Athlet                       | Disziplin      | Erste Runde                     | Zweite Runde                           | Dritte Runde                                         | Achtelfinale                               | Viertelfinale                         | Halbfinale                                   | Finale                                | Finale  |
| Athlet                       | Disziplin      | Gegner Ergebnis                 | Gegner Ergebnis                        | Gegner Ergebnis                                      | Gegner Ergebnis                            | Gegner Ergebnis                       | Gegner Ergebnis                              | Gegner Ergebnis                       | Platz   |
| ---------------------------- | -------------- | ------------------------------- | -------------------------------------- | ---------------------------------------------------- | ------------------------------------------ | ------------------------------------- | -------------------------------------------- | ------------------------------------- | ------- |
| Jaroslav Hainz               | Halle – Einzel | nicht ausgetragen               | nicht ausgetragen                      | Kempe Verloren 6-1, 6-4, 3-6, 6-3                    | nicht erreicht                             | nicht erreicht                        | nicht erreicht                               | nicht erreicht                        | 16.     |
| Jaroslav Just                | Rasen – Einzel | Freilos                         | Spies Verloren 2-6, 6-3, 3-6, 6-3, 6-1 | nicht erreicht                                       | nicht erreicht                             | nicht erreicht                        | nicht erreicht                               | nicht erreicht                        | 31.     |
| Jiří Kodl                    | Rasen – Einzel | Tapscott Verloren 6-4, 6-1, 6-2 | nicht erreicht                         | nicht erreicht                                       | nicht erreicht                             | nicht erreicht                        | nicht erreicht                               | nicht erreicht                        | 51.     |
| Karel Robětín                | Rasen – Einzel | Freilos                         | Freilos                                | Zborzil Verloren 6-4, 6-2, 6-1                       | nicht erreicht                             | nicht erreicht                        | nicht erreicht                               | nicht erreicht                        | 17.     |
| Karel Robětín                | Halle – Einzel | nicht ausgetragen               | nicht ausgetragen                      | Freilos                                              | Freilos                                    | Dixon Verloren 6-2, 6-4, 6-1          | nicht erreicht                               | nicht erreicht                        | Neunter |
| Josef Šebek                  | Rasen – Einzel | Freilos                         | Freilos                                | Stibolt Gewonnen 6-1, 6-3, 6-0                       | Zborzil Verloren 6-1, 6-0, 3-6, 6-2        | nicht erreicht                        | nicht erreicht                               | nicht erreicht                        | Neunter |
| Jaromír Zeman                | Rasen – Einzel | Bye                             | Wennergren Verloren 6-1, 6-0, 6-0      | nicht erreicht                                       | nicht erreicht                             | nicht erreicht                        | nicht erreicht                               | nicht erreicht                        | 31.     |
| Ladislav Žemla               | Rasen – Einzel | Freilos                         | Freilos                                | Freilos                                              | Tapscott Gewonnen 1-6, 4-6, 6-2, 6-4, 6-2  | von Müller Gewonnen 6-4, 7-5, 6-4     | Kitson Verloren 2-6, 6-3, 6-2, 4-6, 6-2      | Kreuzer Verloren 6-2, 3-6, 6-3, 6-1   | Vierter |
| Bohuslav Hykš Josef Šebek    | Rasen – Doppel | nicht ausgetragen               | nicht ausgetragen                      | Madsen & Thayssen Verloren 6-3, 6-4, 6-4             | nicht erreicht                             | nicht erreicht                        | nicht erreicht                               | nicht erreicht                        | 15      |
| Jaroslav Just Ladislav Žemla | Rasen – Doppel | nicht ausgetragen               | nicht ausgetragen                      | Angell & Stibolt Gewonnen 6-1, 6-2, 6-0              | Langaard & Petersen Gewonnen 6-1, 7-2, 6-4 | Heyden & Spies Gewonnen 6-0, 8-6, 6-4 | Kitson & Winslow Verloren 4-6, 6-1, 7-5, 6-4 | Canet & Mény Verloren 13-11, 6-3, 8-6 | Vierter |
| Karel Robětín Jaromír Zeman  | Rasen – Doppel | nicht ausgetragen               | nicht ausgetragen                      | von Kehrling & Zsigmondy Verloren 3-6, 6-1, 6-4, 6-4 | nicht erreicht                             | nicht erreicht                        | nicht erreicht                               | nicht erreicht                        | 15.     |

### Turnen
| Athlet           | Disziplin       | Finale | Finale |
| Athlet           | Disziplin       | Punkte | Platz  |
| ---------------- | --------------- | ------ | ------ |
| Bohumil Honzátko | Einzelmehrkampf | 91,25  | 36.    |